# Сициано
Сициано (итал. Siziano) — коммуна в Италии, располагается в регионе Ломбардия, подчиняется административному центру Павия.
Население составляет 5584 человека (на 2004 г.), плотность населения составляет 474 чел./км². Занимает площадь 11 км². Почтовый индекс — 27010. Телефонный код — 0382.
Покровителем коммуны почитается святой апостол Варфоломей, празднование во второе воскресение сентября.